# محوطه فیروزآباد ۳
محوطه فیروز آباد ۳ مربوط به دوره اشکانیان است و در شهرستان خاش، بخش نوک آّباد، دهستان نوک آباد، یک کیلومتری جنوب شرق روستای فیروزآباد واقع شده و این اثر در تاریخ ۱۲ دی ۱۳۸۶ با شمارهٔ ثبت ۲۰۳۶۹ به‌عنوان یکی از آثار ملی ایران به ثبت رسیده است.